# Casper Pedersen
Casper Pedersen (* 15. März 1996 in Kopenhagen) ist ein dänischer Radrennfahrer, der auf  Bahn und Straße aktiv ist.

## Sportliche Laufbahn
2013 errang Casper Pedersen bei den Bahnweltmeisterschafte der Junioren in Glasgow die Bronzemedaille im Omnium. Im Jahr darauf wurde er bei den folgenden Junioren-Weltmeisterschaften im südkoreanischen Gwangmyeong, einem Vorort von Seoul, Weltmeister im Omnium. Ebenfalls 2014 belegte er beim Pavé de Roubaix, der Junioren-Austragung von Paris–Roubaix, Rang zwei.
Bei den UEC-Bahn-Europameisterschaften 2015 im schweizerischen Grenchen gewann Pedersen gemeinsam mit Lasse Norman Hansen, Daniel Henning Hartvig und Rasmus Christian Quaade die Bronzemedaille in der Mannschaftsverfolgung.
Im Jahr darauf wurde Casper Pedersen für die Teilnahme an den Olympischen Sommerspielen in Rio de Janeiro nominiert, wo er gemeinsam mit Lasse Norman Hansen, Rasmus Christian Quaade, Niklas Larsen, Frederik Rodenberg und Casper von Folsach die Bronzemedaille errang.
2017 errang Casper Pedersen beim Bahnrad-Weltcup in Cali gemeinsam mit Niklas Larsen, Julius Johansen und Frederik Rodenberg die Goldmedaille in der Mannschaftsverfolgung. Im selben Jahr wurde er vor heimischem Publikum in Herning U23-Europameister im Straßenrennen und gewann u. a. eine Etappe der Dänemark-Rundfahrt, die er als Dritter der Gesamtwertung abschloss.
Hierauf schloss sich Pedersen zur Saison 2016 dem UCI Professional Continental Team Aqua Blue Sport an, für das er die Vier Tage von Dünkirchen als Gesamtfünfter abschloss. Nach Schließung dieser Mannschaft wechselte er 2019 zum UCI WorldTeam Sunweb. Er bestritt mit der Vuelta a España 2019 und der Tour de France 2020 seine ersten Grand Tours, die er als 103. bzw. 92. beendete. Im Zweiersprint gewann er den Herbstklassiker Paris-Tours 2020. Im Frühjahr 2023 entschied er das Eintagesrennen Figueira Champions Classic für sich.

## Erfolge

### Bahn
2013
- Junioren-Weltmeisterschaft – Omnium

2014
- Junioren-Weltmeister – Omnium
- Dänischer Meister (Elite) – 1000-Meter-Zeitfahren

2015
- Europameisterschaft – Mannschaftsverfolgung (mit Lasse Norman Hansen, Daniel Henning Hartvig und Rasmus Christian Quaade)

2016
- Olympische Spiele – Mannschaftsverfolgung (mit Lasse Norman Hansen, Rasmus Christian Quaade, Niklas Larsen, Frederik Rodenberg und Casper von Folsach)

2017
- Bahnrad-Weltcup in Cali – Mannschaftsverfolgung (mit Niklas Larsen, Julius Johansen und Frederik Rodenberg)
- Europameisterschaft – Zweier-Mannschaftsfahren (mit Niklas Larsen)
- Dänischer Meister – Punktefahren, Mannschaftsverfolgung (mit Casper von Folsach, Mikkel Bjerg und Rasmus Christian Quaade)

### Straße
2013
- Mannschaftszeitfahren Sint-Martinusprijs Kontich

2017
- eine Etappe Flèche du Sud
- GP Horsens
- U23-Europameister – Straßenrennen
- eine Etappe Dänemark-Rundfahrt

2018
- Nachwuchswertung 4 Jours de Dunkerque

2020
- Paris–Tours

2023
- Figueira Champions Classic

## Grand-Tour-Platzierungen
| Grand Tour            | 2019 | 2020 | 2021 | 2022 | 2023 | 2024 |
| --------------------- | ---- | ---- | ---- | ---- | ---- | ---- |
| Giro d’ItaliaGiro     | –    | –    | –    | –    | –    | –    |
| Tour de FranceTour    | –    | 92   | 111  | –    | –    | DNF  |
| Vuelta a EspañaVuelta | 103  | –    | –    | –    | 140  | 127  |